# Mattia Biso
Mattia Biso (Milano, 6 maggio 1977) è un dirigente sportivo, allenatore di calcio ed ex calciatore italiano, di ruolo centrocampista, attuale direttore tecnico dello Spezia.

## Carriera
Ha giocato per lo più tra Serie B e Serie C, tranne due parentesi in Serie A con Ascoli e Catania.
Appese le scarpette al chiodo, inizia la carriera di allenatore tra Pergolese e settore giovanile dello Spezia, a cui segue una parentesi di pochi mesi come collaboratore tecnico di Fabio Grosso al Frosinone.
Dalla stagione 2021-2022 ricopre l'incarico di direttore tecnico dello Spezia. Nell'aprile del 2022 consegue il diploma da direttore sportivo  mentre ad ottobre consegue la licenza UEFA Pro, il massimo livello formativo per un allenatore.

## Palmarès

### Club

#### Competizioni nazionali
- Serie D: 1

Ancona: 2013-2014